# Al-Galala (FFG-1002)
La fregata missilistica Al Galala è la nona unità del progetto italo-francese FREMM (FRegate Europee Multi Missione) e la quinta commissionata in versione GP (General Purpose).
L'unità è stata costruita presso il Cantiere navale di Riva Trigoso, dove era contraddistinta con il numero di costruzione 6276.

## Storia
Spartaco Schergat era nella fase finale delle sue prove in mare mentre Emilio Bianchi l'avrebbe seguita entro un anno, quando nel 2020 e nel 2021 è stato riferito che l'Italia avrebbe venduto tutte le sue fregate di classe FREMM nell'attuale linea di produzione inizialmente destinate alla Marina Militare (Spartaco Schergat ed Emilio Bianchi) all'Egitto. Secondo quanto riferito, l'accordo riguardava anche altre attrezzature militari e valeva 1,2 miliardi di euro. 
Il 26 gennaio 2019 si è svolta presso gli stabilimenti Fincantieri di Riva Trigoso la cerimonia di varo della nave. 
Il 31 dicembre 2020, Al-Galala è arrivata alla base navale di Alessandria dopo che l'Italia aveva finito di addestrare l'equipaggio egiziano sull'utilizzo della nave ed era pronta per il servizio.
Alcune apparecchiature sensibili sono state cancellate dal progetto originale italiano, inclusi i jammer della suite EW, il sistema NETTUNO-4100 RECM e le apparecchiature Thales Altesse CESM. Anche le antenne SATCOM sono state rimosse dalla suite di comunicazione. 
La nave è anche capace di combattere la guerra contro i sottomarini e la guerra contro le navi. È stato riferito che l'Italia avrebbe quindi ordinato due fregate FREMM aggiuntive per sostituire quelle trasferite in Egitto con la consegna anticipata delle sostituzioni entro il 2024.

## Attività operativa
Al-Galala fornisce protezione ai siti economici egiziani come il giacimento di Zohr e altri giacimenti nel Mediterraneo o nel Mar Rosso.

## La nave e le sue caratteristiche

### Sistemi d'arma
- 8 missili Teseo Mk2/A ASuW;
- 16 celle VLS Sylver per MBDA Aster 15 e 30 (antiaerei e antimissile); (predisposizione per ulteriori 16).
- 1 x cannone 127/64 per tiro navale contro costa e antiaereo (capacità di sparare munizioni guidate VULCANO);
- 1 x cannone 76/62 Super Rapido (capacità di sparare munizioni DAVIDE);
- 2 mitragliere OTO Melara KBA 25/80;
- 2 lanciatori SLAT per inganni anti-siluro;
- 2 lanciarazzi SCLAR-H per inganni ECM;
- 2 sistemi trinati per lancio siluri MU-90.